# Golden Globe Awards 1950
Die siebte Verleihung der Golden Globe Awards fand am 23. Februar 1950 statt.

## Preisträger und Nominierungen

### Bester Film
Der Mann, der herrschen wollte (All the King’s Men) – Regie: Robert Rossen
- ...und der Himmel lacht dazu (Come to the Stable) – Regie: Henry Koster

### Bester Film zur Förderung der Völkerverständigung
Gezählte Stunden (The Hasty Heart) – Regie: Vincent Sherman
- Monsieur Vincent – Regie: Maurice Cloche

### Beste Regie
Robert Rossen – Der Mann, der herrschen wollte (All the King’s Men)
- William Wyler – Die Erbin (The Heiress)

### Bester Hauptdarsteller
Broderick Crawford – Der Mann, der herrschen wollte (All the King’s Men)
- Richard Todd – Gezählte Stunden (The Hasty Heart)

### Beste Hauptdarstellerin
Olivia de Havilland – Die Erbin (The Heiress)
- Deborah Kerr – Edward, mein Sohn (Edward, My Son)

### Bester Nebendarsteller
James Whitmore – Kesselschlacht (Battleground)
- David Brian – Griff in den Staub (Intruder in the Dust)

### Beste Nebendarstellerin
Mercedes McCambridge – Der Mann, der herrschen wollte (All the King’s Men)
- Miriam Hopkins – Die Erbin (The Heiress)

### Bester Nachwuchsdarsteller
Richard Todd – Gezählte Stunden (The Hasty Heart)
- Juano Hernandez – Griff in den Staub (Intruder in the Dust)

### Beste Nachwuchsdarstellerin
Mercedes McCambridge – Der Mann, der herrschen wollte (All the King’s Men)
- Ruth Roman – Zwischen Frauen und Seilen (Champion)

### Bestes Drehbuch
Robert Pirosh – Kesselschlacht (Battleground)
- Walter Doniger – Blutige Diamanten (Rope of Sand)

### Beste Kamera – Farbe
Die Abenteuer von Ichabod und Taddäus Kröte (The Adventures of Ichabod and Mr. Toad)
- Heut’ gehn wir bummeln (On the Town)

### Beste Kamera – Schwarz/Weiß
Franz Planer – Zwischen Frauen und Seilen (Champion)
- Burnett Guffey – Der Mann, der herrschen wollte (All the King’s Men)

### Beste Filmmusik
Johnny Green – Der falsche Revisor (The Inspector General)
- George Duning – Der Mann, der herrschen wollte (All the King’s Men)

### Bester fremdsprachiger Film
Fahrraddiebe (Ladri di biciclette), Italien – Regie: Vittorio de Sica
- Kleines Herz in Not (The Fallen Idol), Großbritannien – Regie: Carol Reed